# La noia que saltava a través del temps
La noia que saltava a través del temps (títol original en japonès: 時をかける少女; Toki o kakeru shōjo) és una pel·lícula japonesa d'anime del 2006 dirigida per Mamoru Hosoda, situada en el temps 20 anys després de la novel·la Toki o kakeru shōjo de Yasutaka Tsutsui. Tracta d'una noia que un dia descobreix que pot viatjar en el temps i comença a utilitzar aquesta habilitat de forma despreocupada per solucionar petits problemes. Va ser produïda per l'estudi Madhouse i dirigida per Mamoru Hosoda. La pel·lícula es va doblar al català.
La crítica la va rebre d'una forma molt positiva, i fou guardonada amb els premis Mainichi i de l'acadèmia de cinema del Japó durant el 2007.

## Repartiment
Makoto Konno (紺野真琴, Konno Makoto)
Seiyū: Riisa Naka
És una noia normal, de caràcter despreocupat que estudia a un institut. Un dia, quan està a punt de tenir un accident a un pas a nivell descobreix que té la capacitat de poder saltar en el temps.
Kousuke Tsuda (津田功介, Tsuda Kōsuke)
Seiyū: Mitsutaka Itakura
El company de clase i de joc de Makoto, junt amb Chiaki. És d'aparença intrèpida i intel·ligent. És un bon estudiant i sempre insisteix als seus amics perquè no descuidin l'estudi.
Chiaki Mamiya (間宮千昭, Mamiya Chiaki)
Seiyū: Takuya Ishida
És l'altre amic de Makoto i company de joc quan juguen tots tres a beisbol. Tot i que com Makoto no és bo en els estudis, té molt bon cor i sempre ajuda a la resta.
Kazuko Yoshiyama (芳山和子, Yoshiyama Kazuko)
Seiyū: Sachie Hara
És la tieta de Makoto. Treballa de restauradora de quadres i dins de la família la coneixen com "la tia bruixa". Quan Makoto descobreix el seu poder, va a demanar-li consell.

## Llançament
La noia que saltava a través del temps era una petita producció que va ser llençada en un principi en pocs cinemes japonesos. La bona acollida entre els qui l'anaven a veure i la bona crítica van fer que la productora, Kadokawa, decidís prendre mesures extraordinàries i va distribuir la pel·lícula a noves sales i la va enviar a diversos festivals internacionals. Als cinemes japonesos, va arribar a recaudar 300 milions de yens (~2.250.000 €).
La pel·lícula ha estat llicenciada al Canadà, els Estats Units, el Regne Unit, França, Alemanya i Rússia. Tot i que no ha arribat a Espanya, el llargmetratge va ser emès al Festival Internacional de Cinema de Catalunya del 2006, on va rebre el premi a millor pel·lícula d'animació.

### Premis
- Premis de l'Acadèmia de Cinema del Japó (2007): Millor pel·lícula d'animació
- Premis de Cinema Mainichi (2007): Millor pel·lícula d'animació
- Festival Internacional de Cinema de Catalunya (2006): Millor llargmetratge d'animació
- Hochi Film Awards (2006): Premi Especial

## Traducció en català
En 2010, les edicions espanyoles de la pel·lícula en DVD i Blu-ray han presentat traduccions en castellà (La chica que saltaba a través del tiempo) i en català (La noia que saltava a través del temps), amb versions en doblatge i subtitulades.